# جوني ويليامسون
جوني ويليامسون (بالإنجليزية: Johnny Williamson)‏ (8 مايو 1929 بمانشستر في المملكة المتحدة - 27 أغسطس 2021) هو لاعب كرة قدم بريطاني في مركز الهجوم. لعب مع بلاكبيرن روفرز ومانشستر سيتي.